# Hold on to Me
Hold on to Me è un singolo della cantante statunitense Lauren Daigle, pubblicato il 26 febbraio 2021.

## Descrizione
Il brano è stato scritto dalla stessa interprete con Paul Duncan e Paul Mabury e prodotto da quest'ultimo. È composto in chiave di Re maggiore ed ha un tempo di 74 battiti per minuto.

## Pubblicazione
Il 1º febbraio 2021 Lauren Daigle ha annunciato il titolo e la data di uscita del singolo.

## Video musicale
Il video musicale del brano, diretto da John Gray, è stato reso disponibile l'11 marzo 2021.

## Esibizioni dal vivo
Daigle si è esibita con la canzone durante la finale della ventesima edizione di The Voice.

## Tracce
Download digitale
1. Hold on to Me – 3:05

Download digitale
1. Hold on to Me (feat. AHI) – 3:11

## Formazione
- Lauren Daigle – voce
- Mark Endert – missaggio
- Joe La Porta – mastering

## Successo commerciale
Dopo aver debuttato alla 3ª posizione, Hold on to Me ha raggiunto il primo posto della Christian Songs nella settimana del 5 giugno 2021 con 5 500 copie digitali, 1,8 milioni di riproduzioni  streaming e 7,4 milioni di ascoltatori radiofonici, diventando la quinta numero uno di Lauren Daigle.

## Classifiche
| Classifica (2021) | Posizione massima |
| ----------------- | ----------------- |
| Stati Uniti       | 115               |